# Служба общей разведки (Египет)
Служба общей разведки (араб. جهاز المخابرات العامة‎, «Джихаз аль-мухабарат аль-амма»), часто называемая просто «Мухабарат» — главная гражданская спецслужба Египта, отвечает как за внутреннюю, так и внешнюю безопасность. Руководители этой спецслужбы, как правило, являются выходцами из армейских рядов.

## История

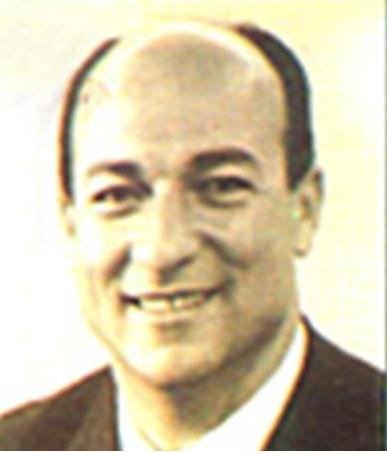
Закария Мохи эд-Дин, первый директор Службы общей разведки

Решение о создании египетской разведки было принято президентом Г. А. Насером в 1954, первым её руководителем стал один из ближайших соратников Насера Закария Мохи эд-Дин. Спецслужбы Египта формировались при содействии ЦРУ США, в Каире находился постоянный представитель ЦРУ с целью поддержания контактов с египетскими властями. Одним из первых представителей ЦРУ в Египте был Джеймс Иглбергер, который поддерживал дружеские отношения с Хасанейном Хейкалом — главным редактором газеты «Аль-Ахрам» и доверенным лицом президента Насера. Хейкал и Майлс Копеленд, работавший на ЦРУ в Египте, написали книги, в которых рассказали об отношениях египетского президента с ЦРУ.
В 1950-х основными противниками египетской разведки были спецслужбы Израиля и Саудовской Аравии. Наибольшего влияния Служба общей разведки достигла в период руководства Салаха ан-Насра (1957—1967), в этот период египетская разведка переехала в собственное здание и создала современную материально-техническую базу, включая отдел радиоэлектронной разведки и подразделения тайных операций. Для покрытия расходов Службы была создана специальная фиктивная экспортно-импортная компания. В период существования Объединённой Арабской Республики (1958—1971) египетские спецслужбы «поглотили» свои сирийские аналоги, в частности, в Службу общей разведки было включено Главное управление безопасности Сирии, переименованное в «Специальное бюро», в задачи которого входили наиболее «деликатные» операции — в частности, проведение акций саботажа или терактов на территории Израиля. После распада ОАР египетская разведка сохранила свою структуру и функции.
Период конца 1960-х начала 1970-х (вплоть до 1972) считается периодом наилучших отношений между советской и египетской разведками. Но после смерти Насера его преемником стал А. Садат, который постепенно стал менять политическую ориентацию с просоветской на проамериканскую. В результате египетские спецслужбы стали уделять гораздо больше внимания советским военнослужащим, особенно командному составу (проводились негласные обыски помещений, где размешались офицеры советской армии и т. д.). Сотрудничество между российскими и египетскими разведслужбами было продолжено и в постсоветский период — в сентябре 1994 года Президент РФ подписал распоряжение № 492-рп «О заключении Соглашения между Федеральной службой контрразведки Российской Федерации и Службой общей разведки Арабской Республики Египет о сотрудничестве».
Роль египетской разведки в поражении Египта в войне Судного дня остается малоизученной, хотя египетские источники считают удачным проведение так называемого «стратегического плана обмана» — комплекса мероприятий по дезинформации Израиля о военных планах Египта в период с января по октябрь 1973.
После заключения сепаратного мира между Египтом и Израилем в 1979 страны согласились не вести шпионаж против друг друга, но в реальности ни та, ни другая сторона не соблюдает этого соглашения — шпионские скандалы в Египте и Израиле происходят достаточно регулярно.

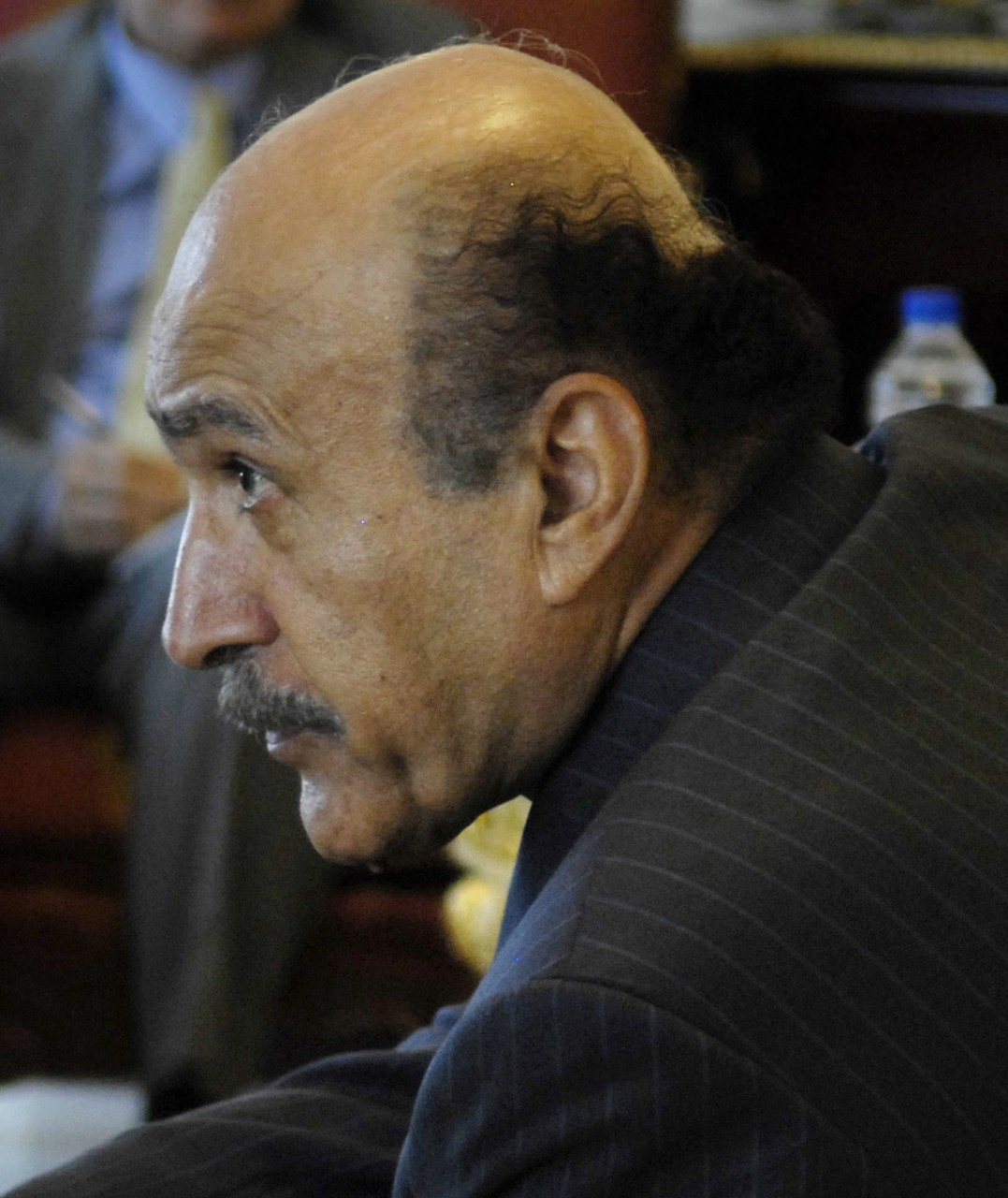
Омар Сулейман, директор Службы общей разведки в 1993 −2011

В течение длительного времени имя директора Службы было тайной, известной только высшим должностным лицам государства. Первым нарушившим это табу стал Омар Сулейман, возглавлявший Службу с 1993 по 2011. 31 января 2011 директором Службы был назначен генерал-майор Мурад Мувафи, в связи с тем, что Омар Сулейман был назначен вице-президентом Египта в ходе Арабской весны 2011. 8 августа 2012 года президент М. Мурси отправил М. Мувафи в отставку, назначив на этот пост Мохаммеда Раафата Шехата.
После государственного переворота в Египте, в результате которой был свергнут Мухаммед Мурси, временно исполняющий обязанности президента Адли Мансур отправил в отставку Мохаммеда Раафата Шехата. На его место назначили Мохаммеда Ахмеда Фарида.
Президент Ас-Сиси в 2014 году назначил директором СОР Халеда Фавзи, а в 2018 году — Аббаса Камиля.

## Руководители Службы общей разведки Египта
- Закария Мохи эд-Дин (1954—1956)
- Али Сабри (1956—1957)
- Салах Аль-Наср Ногоми[англ.] (1957—1967)
- Амин Хамид аль-Хувейди (1967—1970)
- Мохаммед Хафез Исмаил[англ.] (1970—1970)
- Ахмад Камаль (1970—1971)
- Ахмед Исмаил Али (1971—1972)
- Карим Эль-Лейти (1972—1973)
- Вагди Мосаад (1974—1978)
- Мухаммед Саид аль-Махи (1978—1981)
- Фоад Нассар (1981—1983)
- Рафат Осман Джибриль (1983—1986)
- Камаль Хасан Али (1986—1989)
- Омар Негм (1989—1991)
- Нур Эль-Дин Афефи (1991—1993)
- Омар Сулейман (1993—2011)
- Мурад Мувафи (2011—2012)
- Мохаммед Раафат Шехат (2012—2013)
- Мохаммед Ахмед Фарид (2013—2014)
- Халед Фавзи (2014—2018)
- Аббас Камиль (2018 — н. вр.)